# Vol Northwest Orient Airlines 2501
Le 23 juin 1950, un Douglas DC-4 immatriculé N95425 de la Northwest Orient Airlines, assurant le vol Northwest Orient Airlines 2501 entre l'Aéroport LaGuardia de New York et Seattle via Minneapolis-Saint-Paul et Spokane disparait au dessus du Lac Michigan. Les 55 passagers et les 3 membres d'équipage trouvent la mort, ce qui en faisant au moment de l'accident, le plus meurtrier des États-Unis.

## Vol
Le DC-4 volait au-dessus du Lac Michigan, quand le contrôle aérien perd le contact radio. Des témoins ont rapporté avoir entendu des bruits et un flash lumineux. De vastes recherches ont été entreprises, mais en vain. De nombreux petits débris et des restes de corps humains ont été retrouvés flottant à la surface du lac. L'épave de l'avion ne fut jamais localisée.
Les causes de l'accident restes inconnues faute de preuve matérielles, cependant la météo annonçait une zone grain pouvant engendrer de fortes turbulences.